# Budget fédéral canadien de 1995
Lire en ligne

Budget de 1995

1994 1996
Le budget fédéral canadien pour l'exercice 1995-1996 a été présenté par le ministre des Finances Paul Martin à la Chambre des communes le 27 février 1995.

## Contexte
Le budget est présenté dans le contexte d'une forte croissance aux États-Unis et d'une inflation modérée. Cependant une forte augmentation des taux d'intérêt, initiée au début de 1994, a considérablement augmenté le coût de la dette publique et réduit d'autant la marge budgétaire du gouvernement libéral.

## Impôts et autres revenus
L'exonération des gains en capital est maintenue pour les agriculteurs et les petites entreprises.

### Initiatives de recouvrement des coûts
Afin d'augmenter les revenus, le budget prévoit de nouvelles initiatives de recouvrement des coûts et de tarification, notamment :
- De nouveaux frais d'immigration de 975 $ par adulte ;
- Augmentation des frais de citoyenneté ;
- Augmentation du taux d'intérêt imposé par Revenu Canada pour les paiements en retard d'impôts, de cotisations au régime des pensions et à l'assurance-emploi ;
- Recouvrement accru des coûts pour la prestation de services consulaires et de développement commercial ;
- Mise en place d'une tarification des produits commerciaux fournis par Environnement Canada.

Ces initiatives devaient générer 450 millions de dollars de revenus annuels en 1995-1996 et jusqu'à 600 millions par an une fois pleinement mises en œuvre.

## Dépenses

### Dépenses de programme

#### Mesures administratives
Le budget annonce des réductions massives des dépenses de programmes, s'élevant à 18,9 % d’ici à 1997-98. Un nouveau système de gestion des dépenses a été annoncé avant l'annonce du budget le 15 février par Art Eggleton, président du Conseil du Trésor. Ce système vise à mettre en œuvre une nouvelle approche de gestion publique basée sur les résultats et un stricte contrôle des coûts.
Le billet de 2 $ est abandonné et remplacé par une pièce de 2 $ à partir du début de 1996.
D'autres restructurations administratives sont également annoncées dans le budget:
- Intégration de la Garde côtière canadienne à Pêches et Océans Canada ;
- Clarification des responsabilités relatives aux zones d'eau douce et marines entre Pêches et Océans Canada et Transports Canada ;
- Élimination de 73 agences, restructuration de 47 autres (par fusion ou simplification des opérations) et abolition de 665 postes nommés par le gouverneur en conseil.

#### Réduction des subventions aux entreprises
Les réductions les plus spectaculaires concernent les subventions aux entreprises, avec une réduction prévue de 60,4 % entre 1994-95 et 1997-98,.
- À compter du 1er août 1995, la subvention annuelle de 560 millions de dollars accordée aux compagnies ferroviaires est éliminée[9];
  - Le gouvernement fédéral a prévu un paiement unique de 1,6 milliard de dollars pour compenser les propriétaires fonciers dont la valeur des terrains est affectée par l'abolition des subventions au fret.
- Les subventions pour le transport de marchandises dans la région de l'Atlantique sont abolies à compter du 1er juillet 1995 ;
- Les subventions laitières et autres subventions agricoles sont réduites de 30 % sur 2 ans ;
- Les subventions aux industries culturelles sont réduites, notamment par une réduction de 8 % des subventions postales accordée aux livres et magazines canadiens ;
- Industrie Canada devra mettre fin à 44 de ses 54 programmes de subventions aux entreprises[3].

### Transferts aux provinces

#### Création duTransfert social canadien
Le budget annonce des changements majeurs aux transferts aux provinces. Jusqu'en 1995, les transferts consistaient essentiellement en 3 programmes :
- Le Financement des programmes établis (EPF), un transfert global créé en 1977 pour financer l'enseignement supérieur et les soins de santé ;
- Le Régime d'assistance publique du Canada (RAPC), un programme à frais partagés pour financer les services sociaux et l'assistance sociale ;
- Le programme de péréquation qui a été renouvelé sans modification pour cinq ans avant le budget de 1995.

Le budget annonce que les deux premiers programmes seront regroupés en un seul transfert global appelé transfert canadien en matière de santé et de programmes sociaux (TCSPS) à compter de l'exercice 1996-1997. Dans le budget, le TCSPS est désigné sous le nom de Transfert social canadien (TSC).

#### Autres changements
La Loi sur le transfert de l’impôt sur le revenu des entreprises d’utilité publique est suspendue après le 1er avril 1995 et est abrogée le 31 mars 1999, fournissant au gouvernement fédéral plus de 200 millions de dollars d'économies annuelles.

### Privatisation
Le budget annonce que les efforts de privatisation se poursuivront avec la vente de plusieurs sociétés d'État au secteur privé.
Le budget annonce également que plusieurs ministères et agences fédérales allaient opérer à l'avenir sur une base plus commerciale.

## Parcours législatif
La majeure partie du contenu du budget est incluse dans le projet de loi C-76 (Loi portant exécution de certaines dispositions du budget déposé au Parlement le 27 février 1995) adopté par la Chambre des communes le 6 juin 1995. Les députés réformistes, bloquistes, néo-démocrates et l'un des deux députés progressistes-conservateurs (Elsie Wayne) ont voté contre le budget tandis que Gilles Bernier (le seul député indépendant élu en 1993) et Jag Bhaduria (député indépendant élu sous la bannière libérale en 1993) votent pour. Un député libéral (Warren Allmand) a voté contre le budget, protestant contre les coupes budgétaires, et fut démis peu de temps après de son poste de président du Comité permanent de la justice de la Chambre des communes. Le projet de loi a reçu la sanction royale le 22 juin 1995.
| Parti politique | Parti politique           | Oui | Non | Jumelé | Absent |
| --------------- | ------------------------- | --- | --- | ------ | ------ |
|                 | Libéral                   | 139 | 1   | 13     | 24     |
|                 | Bloc Québécois            | 0   | 37  | 14     | 2      |
|                 | Réformiste                | 0   | 40  | 0      | 12     |
|                 | NPD                       | 0   | 6   | 0      | 3      |
|                 | Progressiste-conservateur | 0   | 1   | 0      | 1      |
|                 | Indépendants              | 2   | 0   | 0      | 0      |
| Total           | Total                     | 141 | 85  | 27     | 42     |